# Campomanesia speciosa
Campomanesia speciosa är en myrtenväxtart som först beskrevs av Friedrich Ludwig Diels, och fick sitt nu gällande namn av Mcvaugh. Campomanesia speciosa ingår i släktet Campomanesia och familjen myrtenväxter. IUCN kategoriserar arten globalt som nära hotad. Inga underarter finns listade i Catalogue of Life.